# Aspinal of London
 (juin 2022).
Aspinal of London est une société commerciale britannique spécialisée dans la mode et le luxe dont le siège est situé à Londres en Royaume-Uni.
Aspinal crée des collections de accessoires de luxe. Elle[Qui ?] est souvent utilisée par la Famille royale britannique,.

## Boutiques

### Londres
- Regent Street St James's
- Royal Exchange
- Harrods
- Selfridges
- Heathrow Terminal 5

### Reste du Royaume-Uni
- Selfridges - Trafford
- House of Fraser - Guildford
- Head Office - West Sussex

### Émirats arabes unisetChine
- The Galleria - Abu Dhabi
- Yas Mall - Abu Dhabi
- L+Mall - Shanghai
- in99 Mall - Chengdu